# Diffusionsflamma
Diffusionsflammor är en klass av flammor där oxidationsmedlet och bränslet är åtskilda åt från början, men genom molekylär och turbulent diffusion diffunderar dessa ihop. Diffusionsflammor kan kännetecknas av att förbränningshastigheten är beroende av hastigheten som oxidationsmedlet och bränslet diffunderas ihop.
Eftersom tiden det tar för förbränningsreaktionen att ske är mycket snabbare än tiden det tar för oxidationsmedlet och bränslet att diffundera ihop, kommer diffusionshastigheten vara den begränsande faktorn när det gäller hur snabbt förbränningen sker.
Diffusionshastigheten och förbränningshastigheten hos en flamma är proportionellt mot trycket i kvadrat. Detta har som konsekvens att diffusionsflammor i lågt tryck beter sig likt förblandade flammor. De huvudsakliga typerna av diffusion i diffusionsflammor är: massdiffusion och värmediffusion, men förbränningens reaktionsmekanismer har också en stor betydelse för diffusionshastigheten. Konvektion är också en betydande faktor i omrörningen mellan oxidationsmedlet och bränslet.

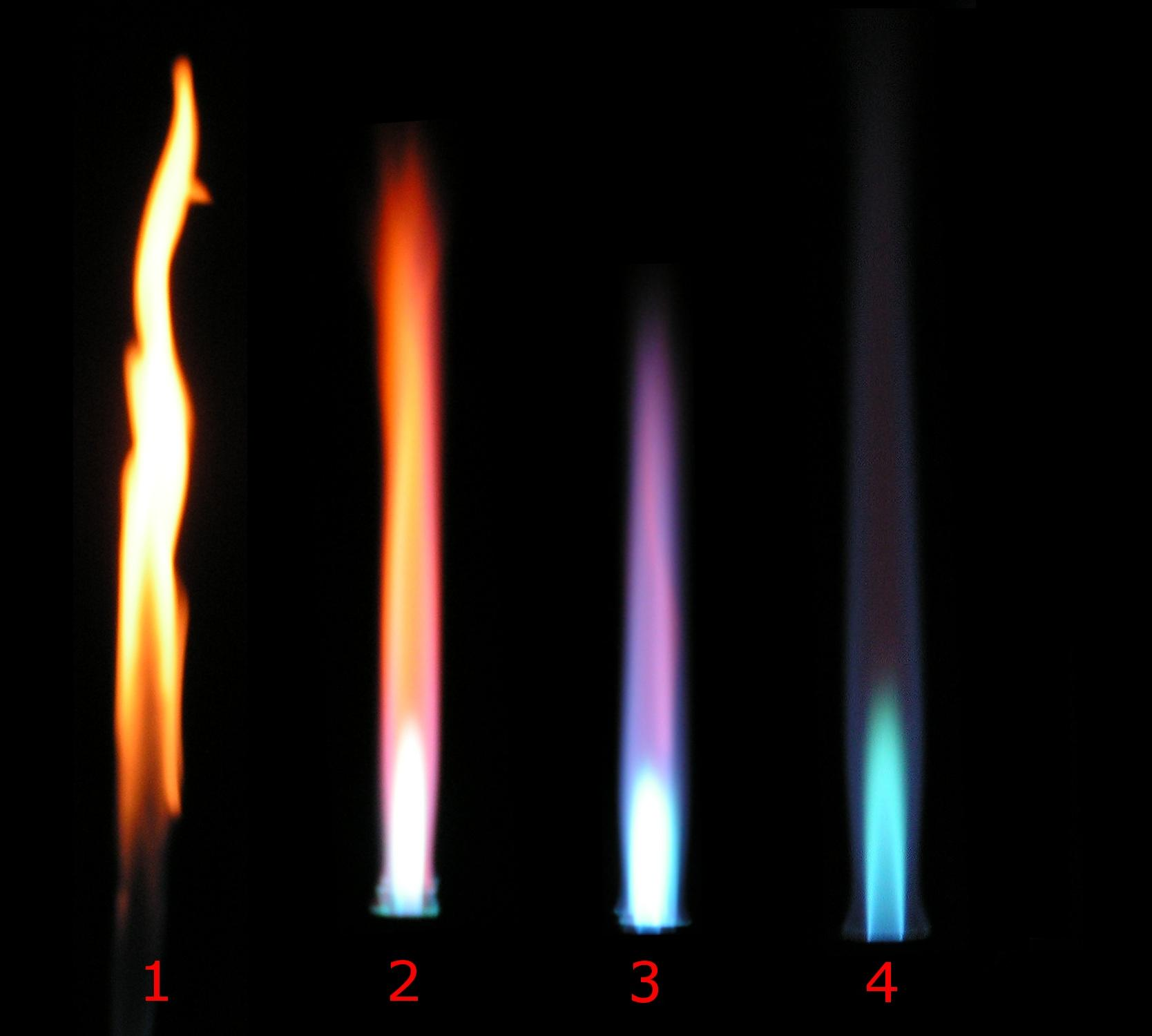
Bunsenbrännare med olika mycket syre förblandat med gasen. Lågan till vänster, utan förblandat syre, bildar en gul låga, men ju mer till höger desto mer syre är inblandat och desto blåare blir flamman.

Alla typer av flammor kan delas in i kategorierna: diffusionsflammor eller förblandade flammor. Diffusionsflammor kan i sin tur delas in i två grupper: Laminära diffusionsflammor och Turbulenta Diffusionsflammor.

## Matematisk beskrivning
Förhållandet mellan hastigheten av det förbrända och icke-förbrända bränslet kan beskrivas med formeln:
{\displaystyle \rho _{u}S_{L}A\equiv \rho _{u}v_{u}A\equiv \rho _{b}v_{b}A}
Där ρ är densiteten, {\displaystyle S_{L}}är flammans hastighet, v hastigheten, A arean, indexen u och b står för hastigheten hos produkterna (burned, det oförbrukade bränslet) och bränslet (unburned, ej förbrukat bränsle) Olika typer av diffusionsflammors struktur kan beskrivas matematiskt med Liñán diffusion flame theory.

## Förbränningszoner
I förbränningsprocesser brukar man dela upp flamman som bildas i olika zoner. I flamman av ett stearinljus kan man huvudsakligen dela in flamman i tre zoner: den bränslefattiga zonen, precis ovanför viken på ljuset som inte avger något ljus; den syrefattiga zonen, ovanför den den bränslefattiga zonen; och zonen i mitten av flamman, vilket är den varmaste delen av flamman och innehåller ickeförbränt kol.

## Laminär diffusionsflamma

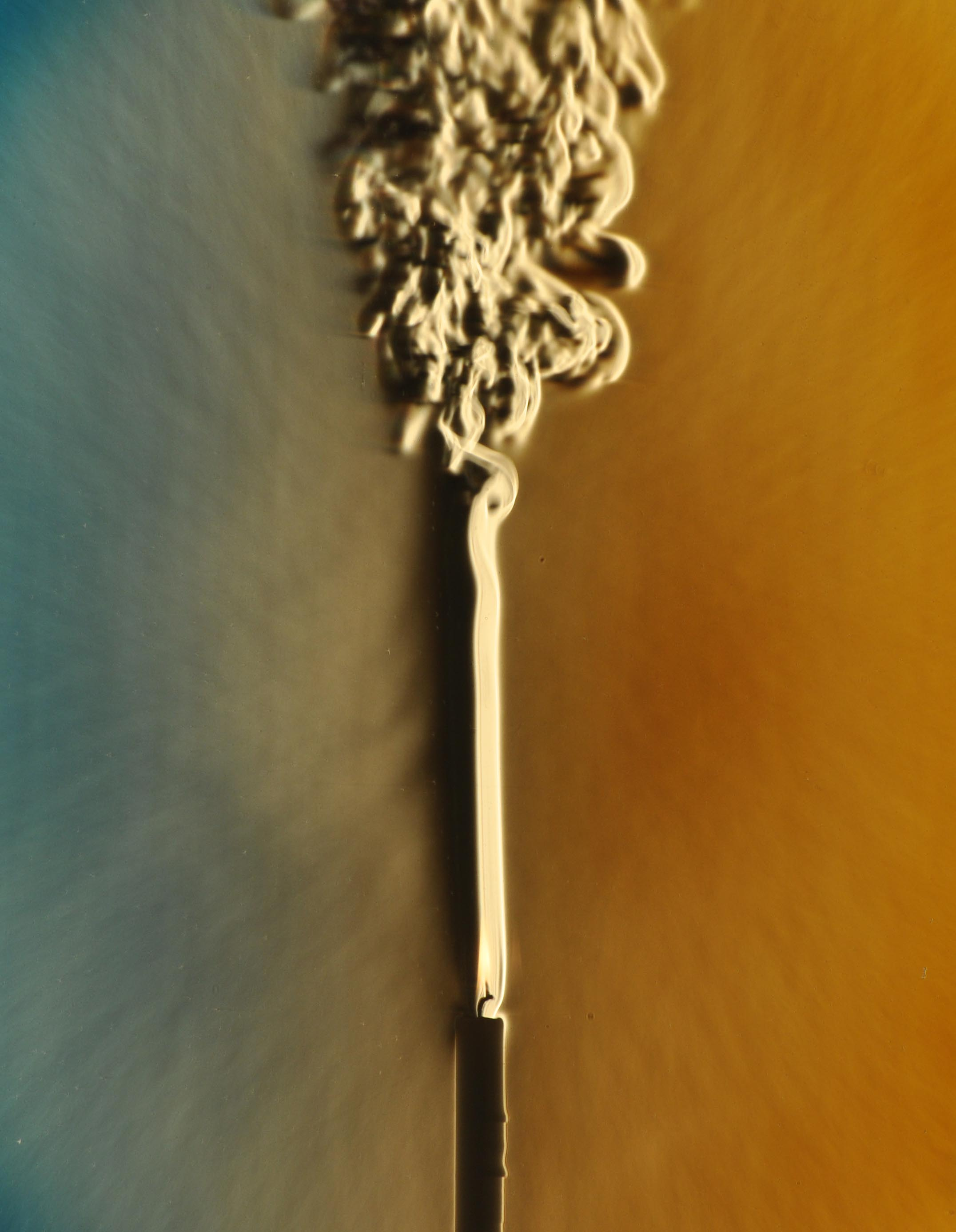
Laminärt flöde som övergår till turbulent flöde.

Laminär strömning sägs vara välordnad, rörelsen i gasen/ vätskan sker i skikt som rör sig i strömningsriktningen. Vid lågt Reynolds tal (R) är all strömning laminär. På grund av sin "välordnade" struktur är fördelningen av bränsle och syre mycket lättare att beskriva i laminära diffusionsflammor än vid turbulenta.
Det vanligaste exemplet för en laminär diffusionsflamma är: flamman hos ett stearinljus.

## Turbulent diffusionsflamma
Turbulent strömning brukar beskrivas som motsatsen till laminär strömning eller som kaotisk strömning. Turbulent strömning är den vanligast förekommande typen av strömning. Turbulent strömning uppkommer ur instabiliteter i laminär strömning och det förekommer många virvlar.
Exempel på turbulenta diffusionsflammors förekomst är i dieselmotorer, flygplansturbiner och {\displaystyle {\ce {H2/O2}}}raketmotorer. För att göra dessa förbränningsprocesser mer effektiva görs undersökningar av diffusionsflammor, i exempelvis mikrogravitation.

## Diffusionsflamma i mikrogravitation

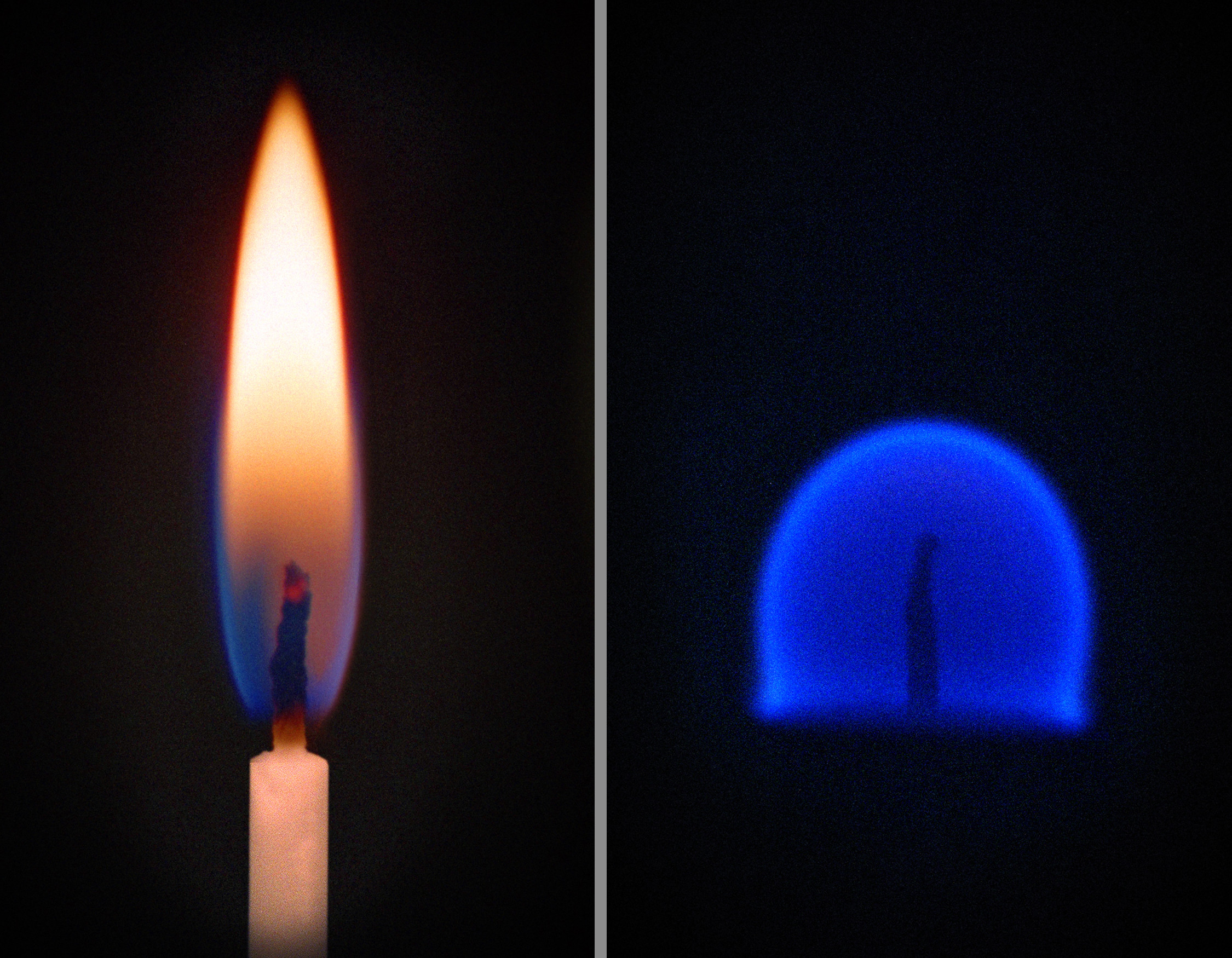
En vanlig stearinljus låga, till vänster i vanlig gravitationsmiljö och till höger i mikrogravitation.

Experter trodde länge att diffusionsflammor inte var möjligt i mikrogravitation, med avsaknaden av konvektion så menade många att enbart diffusionen mellan bränslet och oxidationsmedlet inte skulle vara tillräckligt för att hålla flamman vid liv. Experiment har visat att detta inte stämmer. Det visar sig att utan konvektion blir den bildade lågan sfärisk, det bildas en s.k. s-flamma (sphere-flame).
Genom att göra experiment på diffusionsflammor i mikrogravitation kan vi få en bättre förståelse för hur de påverkas av gravitationen och därmed göra bättre matematiska modellar för att beskriva dem. Experiment på diffusionsflammor kan hjälpa oss att hitta effektivare sätt att åstadkomma mer fullständig förbränning som avger mindre sot och andra restprodukter.